# Uptown Avondale
| Recensione                | Giudizio |
| ------------------------- | -------- |
| Rolling Stone Album Guide | [ 1 ]    |

Uptown Avondale è un EP del gruppo statunitense degli Afghan Whigs, pubblicato nel 1992 dalla Sub Pop. L'EP è composto da 5 pezzi, di cui 4 cover ed un remix. Le cover sono Band of Gold (Freda Payne), True Love Travels On A Gravel Road (Percy Sledge), Come See About Me (The Supremes), Beware (Al Green). Rebirth Of The Cool è il remix da parte di Steve Fisk e Shawn Smith del pezzo Miles Iz Ded, presente nell'album Congregation (1992).

## Tracce
1. Band Of Gold (Dunbar/Wayne) - 3:26
2. True Love Travels On A Gravel Road (Frazier/Owens) - 3:29
3. Come See About Me (Holland/Dozier/Holland) - 3:46
4. Beware (Green) - 4:27
5. Rebirth Of The Cool (Dulli) - 5:58

## Formazione
- Greg Dulli - voce, chitarra
- Rick McCollum - chitarra
- John Curley - basso
- Steve Earle - batteria, percussioni